# Léon Groc
Pour les articles homonymes, voir Groc.
Léon Groc, à l'état-civil Léon, Joseph, Paul Groc, né le 7 avril 1882 à La Rochelle (Charente-Inférieure) et mort le 19 juin 1956  à Nice (Alpes-Maritimes), est un journaliste et écrivain français.

## Biographie
Léon Groc nait à la Rochelle où son père est directeur des travaux communaux. Journaliste de profession, il est grand reporter et publie contes et feuilletons dans plusieurs journaux : L'Éclair dès 1907, L'Intransigeant, L'Excelsior, L'Écho de Paris, Le Petit Journal, Le Petit Parisien. Il termine sa carrière au Figaro comme chef des informations de nuit.
Romancier populaire, il est réputé pour ses nombreux romans policiers et de science-fiction comme pour ses récits de guerre mais il a écrit  aussi une dizaine de romans sentimentaux, deux romans historiques et un roman d'aventures exotiques.
En 1929, il reçoit le prix Maurice-Renard pour l'ensemble de son œuvre.
Léon Groc utilise aussi les signatures de L.-M. Groc ou Mauléon (pour des co-écritures avec son frère cadet Maurice au début de sa carrière), Joseph Mongis, Paul Carillon, Léon Florentin, Jean Mauléon (notamment pour les récits de guerre de la collection Patrie des éditions Rouff), et encore Marco Croccito, J.-P. Mongis, Paul Mongis (pour d'autres titres des éditions Rouff). Il co-écrit également des romans de science-fiction avec son épouse, la romancière et parolière Jacqueline Zorn (1910-1988).   
Vice-président de la Société des gens de lettres, Léon Groc est officier de la Légion d'honneur.

## Œuvre

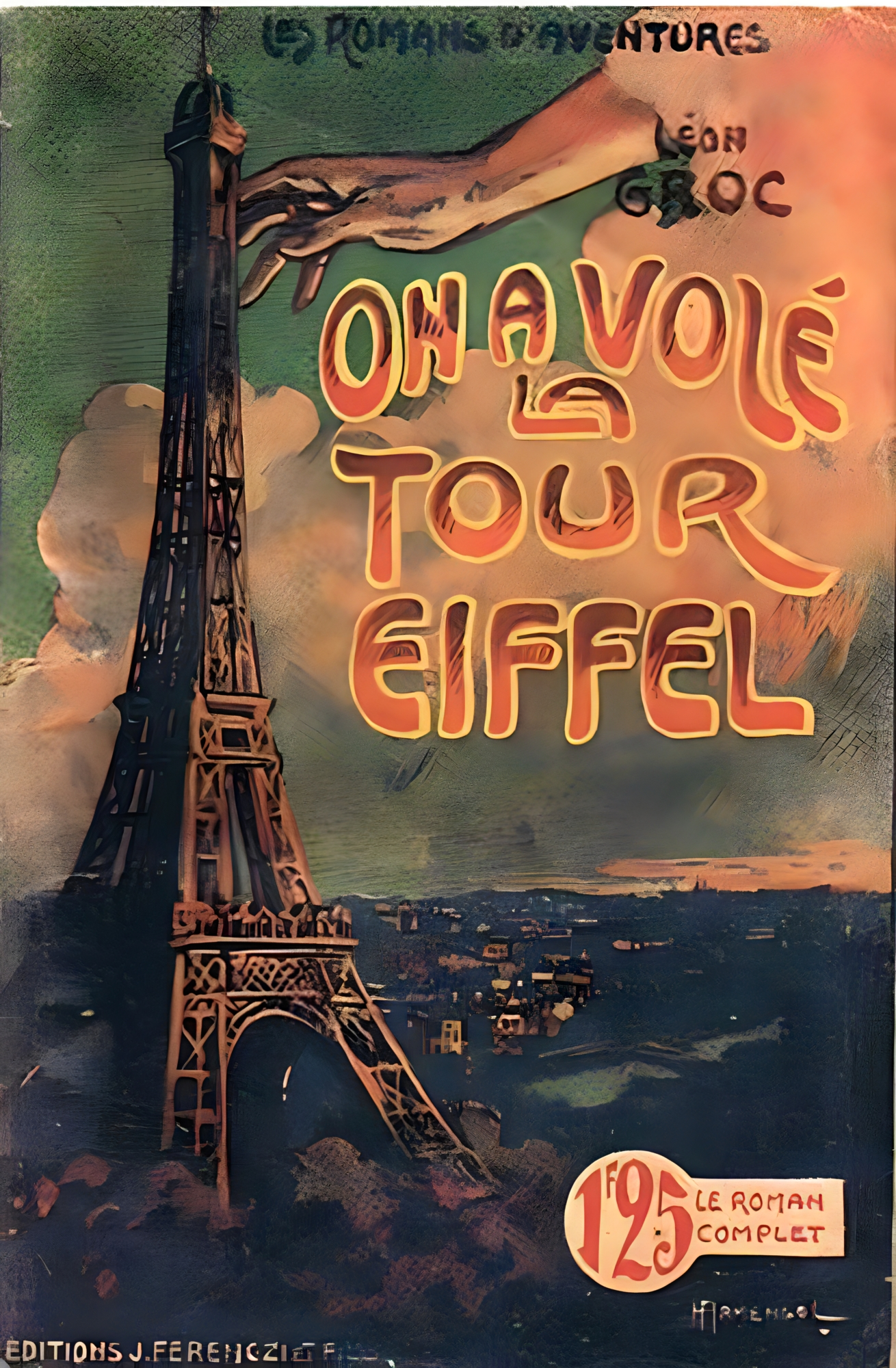
Couverture du roman On a volé la Tour Eiffel de Léon Groc, illustrée par Henri Armengol.

- Ville hantée, Éditions Albert Méricant, coll. « Les Récits mystérieux », 1913
- La Reprise du fort de Douaumont, Éditions Rouff, coll. « Patrie », 1917
- Les Vitrier de Bezonvaux, Éditions Rouff, coll. « Patrie », 1917
- Au Mort-Homme sous la mitraille, Éditions Rouff, coll. « Patrie », 1917
- Le Disparu de l'ascenseur, Albin Michel, 1922
- On a volé la Tour Eiffel, Ferenczi & fils, 1923
- La Maison des morts étranges, Ferenczi & fils, 1923
- Deux mille ans sous la mer, Sciences et Voyages, 1924
- Le Chasseur de chimères, France éditions, 1925
- La Cité des Ténèbres, 1926, publié dans le numéro 29 de Grandes Aventures en 1952 et par Les Moutons électriques en 2011
- Le Bourreau fantôme, suivi de L'Étrange Alibi, Le Masque no 6, 1927
- La Révolte des pierres, La Nouvelle Revue critique, 1930
- La Cabine tragique, Cosmopolites, 1930
- L'Autobus évanoui, Cosmopolites, 1931
- Le Petit Roi d'Angkor, Éditions Baudinière, 1933
- Le Maître de l'étoile, Éditions Baudinière, 1933
- Arcana, Éditions des Loisirs, 1937
- Monsieur Fading, Albin Michel, 1938
- Le Testament du professeur Triple G., Tallandier, 1938
- L'Impossible Rançon Tallandier 1938
- Le Mystère du studio 39, Le Lynx no 16, 1940
- L'Étoile d'azur Éditions Rouff, coll. « La Clé » no 33, 1940
- L'homme qui fait chanter les astres Le Masque no 322, 1941 et chez Les Moutons électriques en 2016
- Une invasion de Sélénites, 1941, publié en 2011 chez Les Moutons électriques
- La Villa du cauchemar, Le Lynx no 21, 1941
- L'Assassinée du téléphone, Le Lynx no 25, 1941
- La Place maudite, Le Lynx no 29, 1941
- Le Trésor des Templiers Rouff, 1943
- La Fuite du radium Office français du livre, 1944
- La Planète de cristal, 1944, publié chez Marabout Science-Fiction no 581 et chez Les Moutons électriques en 2011.
- Stan Kipper. Le roi des détectives, 10 fascicules, 1944-1946
- Le Maître du soleil, Éditions Chantal, 1946
- Les Jumeaux du 14 juillet, Boursiac, 1947
- Le Bourreau fantôme, La Bruyère, 1948
- L'Émetteur inconnu, avec J. Zorn Tallandier, 1949
- L'Univers vagabond, avec J. Zorn Le Sillage, 1950
- La grille qui tue, Tallandier, 1951
- De la gloire dans de la boue, Les moutons électriques, 2013
- Le Mystère de la loge 17, in En quête… d'enquêtes ! (Arsène Lupin, Sherlock Holmes, Maigret et Cie), Bibliogs, 2016.

## Distinctions
- Officier de la Légion d'honneur (décret du 9 avril 1952)

### Études
- Le Rocambole no 67 (nouvelle série): Découverte de Léon Groc, Association des Amis du Roman Populaire, été 2014. Articles de Jacques Baudou, Jean-Luc Buard, Daniel Compère, François Ducos, Jean-Pierre Galvan, Philippe Gontier.  (ISBN 9782912349590)